# Flaz
Il Flaz è un torrente svizzero lungo circa 6,5 km che attraversa la parte più a valle (da Pontresina in giù) della Val Bernina e sfocia nell'Inn alla riva destra a Samedan.
Nasce a Pontresina dalla confluenza di due torrenti di montagna, l'ova da Roseg e l'ova da Bernina.
Nel 2004 l'ultima parte del suo corso è stata deviata. Prima il Flaz raggiungeva l'Inn appena a ovest di Samedan, ora fiancheggia l'aeroporto di Samedan a est per confluire nell'Inn a valle di Samedan: il suo corso è stato allungato di circa 2 km. Il vecchio corso è stato insabbiato ed è stato chiamato Flaz Vegl. Questa deviazione è stata effettuata per protezione contro le esondazioni.